# Spoorlijn Fjerritslev - Frederikshavn
De spoorlijn Fjerritslev - Frederikshavn was een regionale spoorlijn in het noorden van het schiereiland Jutland in Denemarken tussen Fjerritslev en Frederikshavn.

## Geschiedenis
Het gedeelte Fjerritslev - Nørresundby werd geopend door de Fjerritslev-Frederikshavn Jernbane (FFJ) op 19 maart 1897. Op 18 september 1899 werd het gedeelte tussen Nørresundby en Frederikshavn geopend. De zijlijn van Ørsø naar Asaa werd geopend op 11 november 1914. In 1915 fuseerde de FFJ met de Aalborg-Hvalpsund Jernbane (AHB) en de Aalborg-Hadsund Jernbane (AHJ) tot Aalborg Privatbaner (ABP).
Nadat in 1962 het traject van Sæby naar Frederikshavn al was gesloten werd in 1969 ook de rest van de spoorlijn gesloten.

## Huidige toestand
Thans is de volledige lijn opgebroken.

## Aansluitingen
In de volgende plaatsen is of was er een aansluiting op de volgende spoorlijnen:

### Fjerritslev
- Thisted - Fjerritslev

### Ryaa
- Hjørring - Aabybro

### Aabybro
- Hjørring - Aabybro

### Nørresundby
- Aalborg - Frederikshavn

### Vodskov
- Vodskov - Østervrå

### Hørby
- Hjørring - Hørby

### Frederikshavn
- Aalborg - Frederikshavn
- Frederikshavn - Skagen